# GloFish
GloFish je obchodní značka kmene geneticky modifikovaných fluorescenčních ryb. První GloFish, modifikovaná dánia pruhovaná (Danio rerio), byly vyvinuty v rámci vývoje kmene určeného jako bioindikátor znečištění, záhy se však staly prvními geneticky modifikovanými živočichy komerčně nabízenými jako domácí mazlíčci. Dnes je nabízeno pět barevných variant GloFish dánií pruhovaných – zelená Electric Green, červená Starfire Red, žlutooranžová Sunburst Orange, fialová Galactic Purple a modrá Cosmic Blue. Dále je k dispozici GloFish tetra černá ve čtyřech variantách (kromě zelené, žlutooranžové a fialové i růžová Moonrise Pink) a GloFish parmička čtyřpruhá v zelené variantě. Dovoz, prodej i držení těchto ryb jsou v Evropské unii zakázány.
GloFish obsahují uměle vložený gen pro fluorescenční proteiny, které vytváří jasnou fluorescenci při osvícení ultrafialovým nebo bílým světlem. Zelené GloFish obsahují zelený fluorescenční protein (GFP) z medúzy Aequorea victoria, červené obsahují protein z korálu a žlutooranžové protein z medúzy.